# Csillagos ház

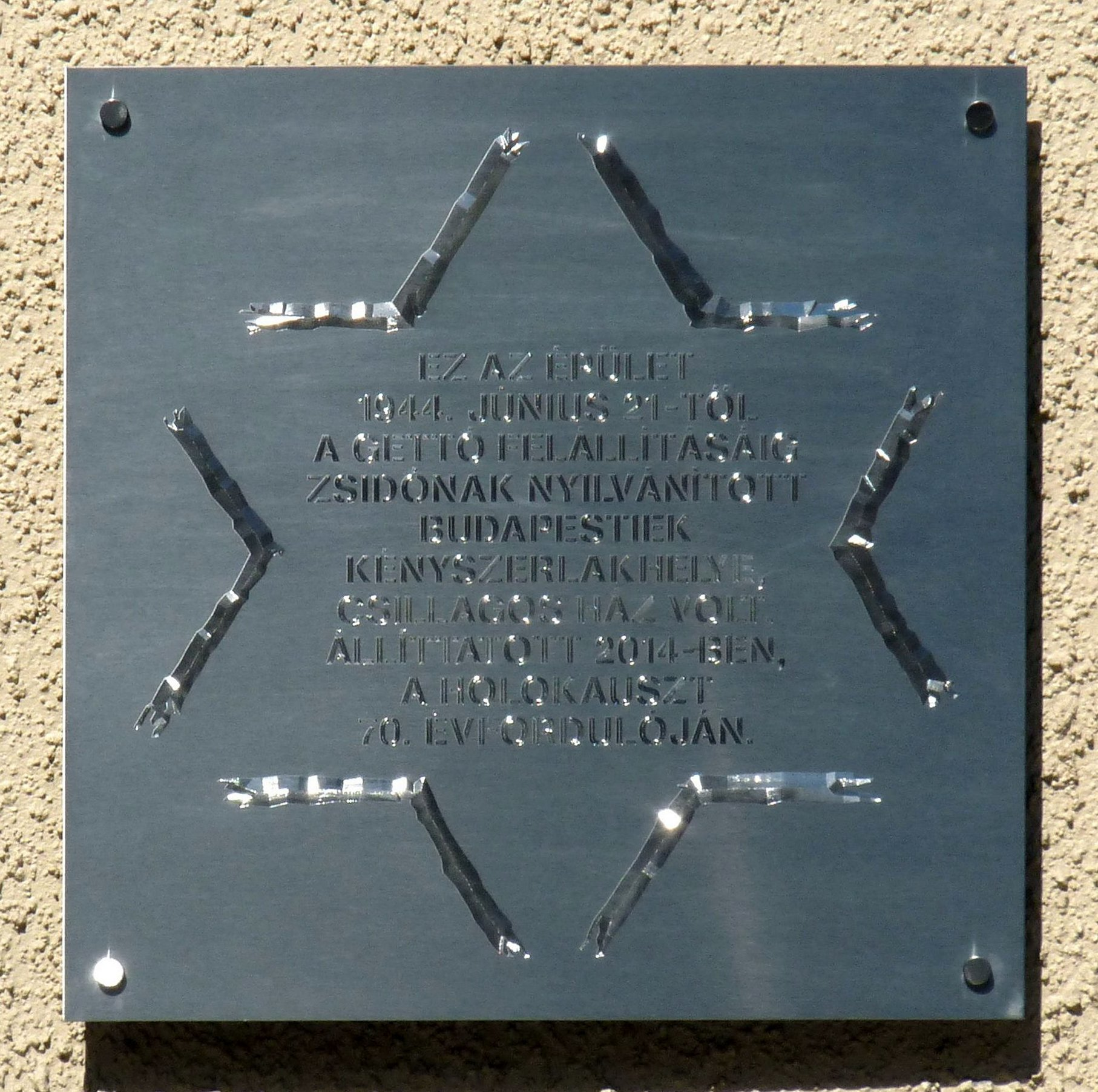
Emléktábla a Budapest VI. ker. Vasvári Pál utca 3. sz. házon

A csillagos házak azok a budapesti lakóépületek, amelyeket Farkas Ákos polgármester 1944. június 16-án kiadott 147.501–514/1944–IX számú rendeletében a „zsidók (a fennálló rendelkezések értelmében megkülönböztető jelzés – sárga csillag – viselésére kötelezettek)” lakhelyéül kijelölt. Az elnevezés eredete az, hogy a rendelet értelmében az épületek bejáratát hatágú sárga csillaggal kellett megjelölni. A polgármester a zsidók „indokolt lakásszükségletét” főszabályként családonként egy szobában határozta meg, és erre hivatkozva azután a sárga csillag viselésére kötelezett polgárokat zsúfolt társbérletekbe kényszerítették. Azok a zsidók, akik nem csillagos házakban laktak, kötelesek voltak a csillagos házakba átköltözni, és korábbi lakásukat kiürítve átadni. A csillagos házakba költözőket részben a már ott lakó zsidók lakásaiban, részben az „esetleg megüresedő” lakásokban helyezték el. A csillagos házakban lakó nem zsidók egyszerűsített eljárásban költözhettek zsidók kényszerből megürült volt lakásába. A zsidók csillagos házakba költözését a polgármester megbízásából a Magyarországi Zsidók Szövetsége bonyolította le. Az érintett épületek száma közel kétezer volt; ezek közül mintegy 1600 még hetven évvel később, 2014-ben is állt. Csillagos házak a székesfőváros mind a 14 kerületében voltak, de a legtöbbjük Pest belső kerületeiben, különösen a később felállított budapesti gettó területén volt. A budapesti gettó 1944. novemberi felállítása után a gettón kívül eső csillagos házak lakóinak is a gettóba kellett költözniük. A csillagos házakra vonatkozó szabályok Budapest felszabadulásával de facto érvényüket veszítették, és azokat az Ideiglenes Nemzeti Kormánynak a zsidótörvényeket megsemmisítő rendelete formálisan is hatályon kívül helyezte.

## Jogi háttér

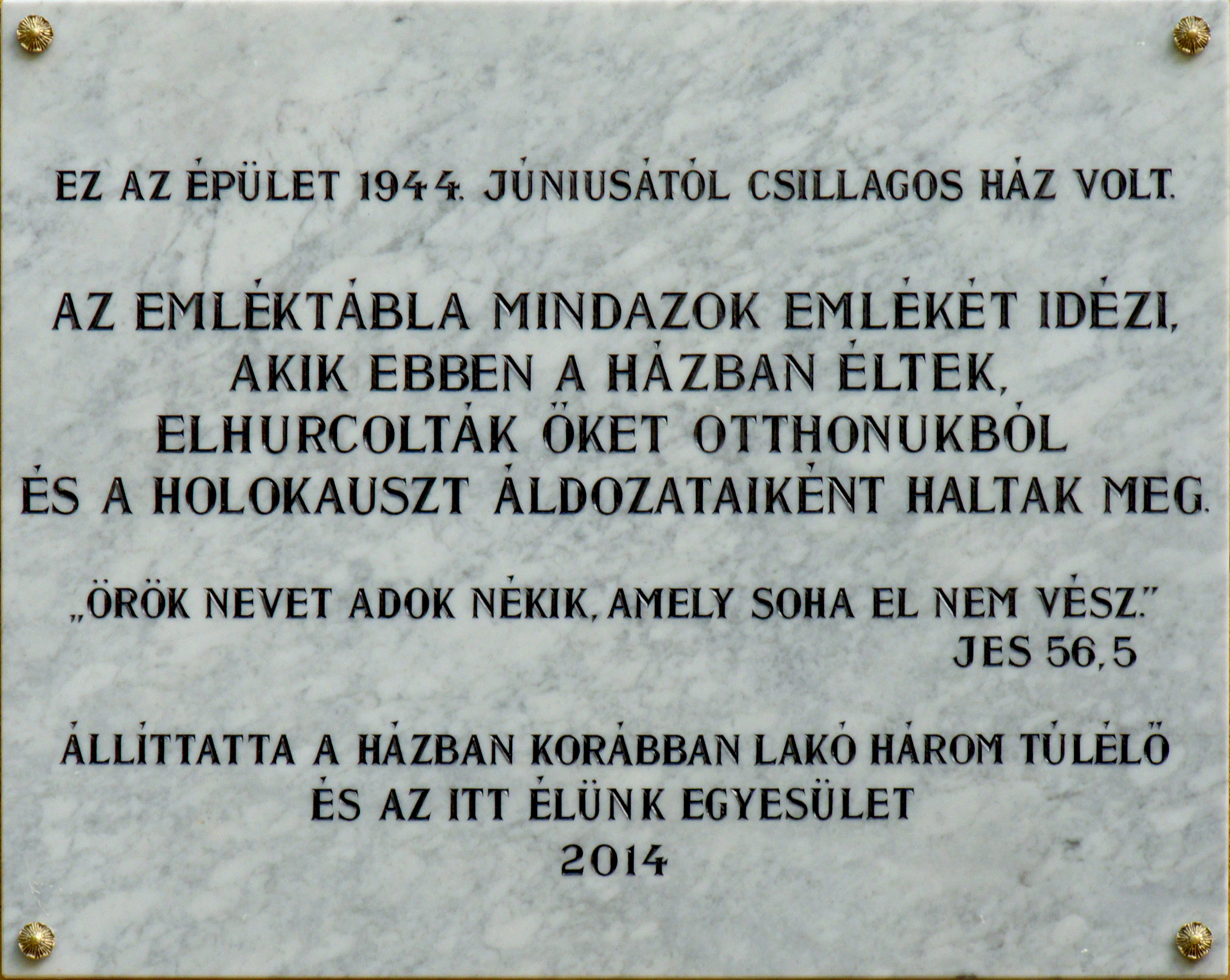
Emléktábla a Budapest III. ker., Nagyszombat utca 6. sz. házon

A csillagos házak rendszerét Budapest polgármesterének 1944. június 16-án kiadott 147.501–514/1944–IX számú, „Zsidók által lakható épületek kijelölése a székesfőváros I–XIV. közigazgatási kerületében” című rendelete vezette be. A polgármesternek a rendelet megalkotásához az 1610/1944. M. E. számú, „a zsidók lakásával és lakóhelyének kijelölésével kapcsolatos egyes kérdések szabályozásáról” szóló kormányrendelet adott felhatalmazást. A kormányrendelet ad útmutatást arra nézve is, hogy a kényszerlakóhelyek rendszere szempontjából ki számít zsidónak: az, akit az 1941. évi XV. törvénycikk zsidónak minősít.
A polgármester rendeletének kihirdetése után Jaross Andor belügyminiszter felülvizsgálta a csillagos házak listáját, egyes épületeket kivett a felsorolásból, néhányat pedig hozzáadott. A véglegesített listákat a polgármester 148.451/1944–IX illetve 148.452/1944–IX számú (a budai illetve a pesti oldalról külön-külön rendelkező) rendeleteiben hozták nyilvánosságra, 1944. június 22-én. Az átköltözések végső dátumát az eredeti június 21-ről június 24-re módosította a rendelet.
Vajna Gábor nyilas belügyminiszternek a budapesti gettó létesítését előíró, 1944. november 29-én kelt 8935/1944. B.M. rendelete azután tovább szigorította a budapesti zsidók kényszerlakhelyéről szóló előírásokat, és ekkor a gettón kívül eső csillagos házak zsidó lakóinak is a gettó területére kellett beköltözniük.
A csillagos házakra illetve a gettóra vonatkozó rendeletek formálisan 1945. február 6-án, az Ideiglenes Nemzeti Kormány 200/1945. ME sz. rendeltével veszítették el hatályukat.

## Történeti kontextus
Az 1940-es évek elejére a Magyar Királyságban a hivatalos állami politika szintjére lépett az antiszemitizmus. Az 1938-ban elfogadott első zsidótörvény korlátozta a zsidók hivatásgyakorlását; az 1939-es második zsidótörvény ezeket a korlátozásokat tovább szigorította, és az érintettek körét is szélesítette, míg az 1941-es harmadik zsidótörvény még tovább szélesítette a jogfosztó korlátozások szempontjából zsidónak minősülő polgárok körét, és megtiltotta a zsidóknak nem zsidókkal való házasságkötését.
Az ország 1944. március 19-i német megszállását követően hatalomra került, a zsidókérdés „végső megoldását” szorgalmazó új magyar belügyi vezetés gyors ütemben adta ki a zsidók jogfosztását, megalázását, anyagi kifosztását, elszigetelését és haláltáborokba deportálását célzó rendeletek sorozatát. Április elején a zsidókat sárga csillag viselésére kötelezték, majd májusban megkezdődött a a magyarországi vidéki zsidóság gettósítása és deportálása.
A budapesti zsidók csillagos házakba koncentrálása is a július közepére, majd augusztus végére tervezett deportálásokat megkönnyíteni hivatott lépés volt, bár az indokok között felmerült az is, hogy az ország német megszállása utáni bombatámadásokban lakás nélkül maradt keresztény lakosságot ilyen módon juttassák a zsidóktól elvett lakásokhoz.